# Вакарел
Вакаре́л (болг. Вакарел) — село в Софійській області Болгарії. Входить до складу общини Іхтіман.

## Населення
За даними перепису населення 2011 року у селі проживали 1994 особи.
Національний склад населення села:
| Національність   | Кількість осіб | Відсоток |
| ---------------- | -------------- | -------- |
| болгари          | 1469           | 89,2%    |
| цигани           | 171            | 10,4%    |
| Всього відповіли | 1646           |          |

Розподіл населення за віком у 2011 році:
Динаміка населення: